# Віз

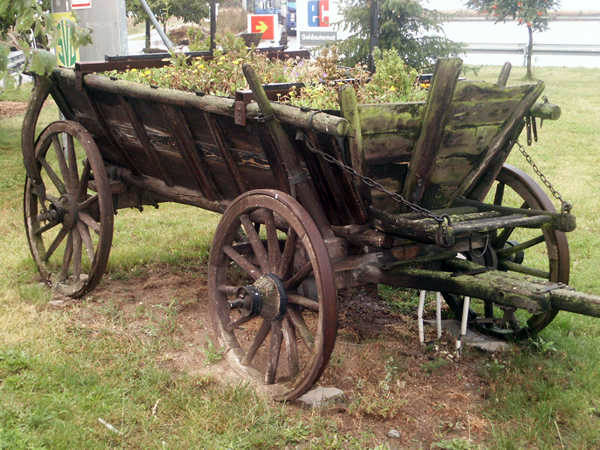

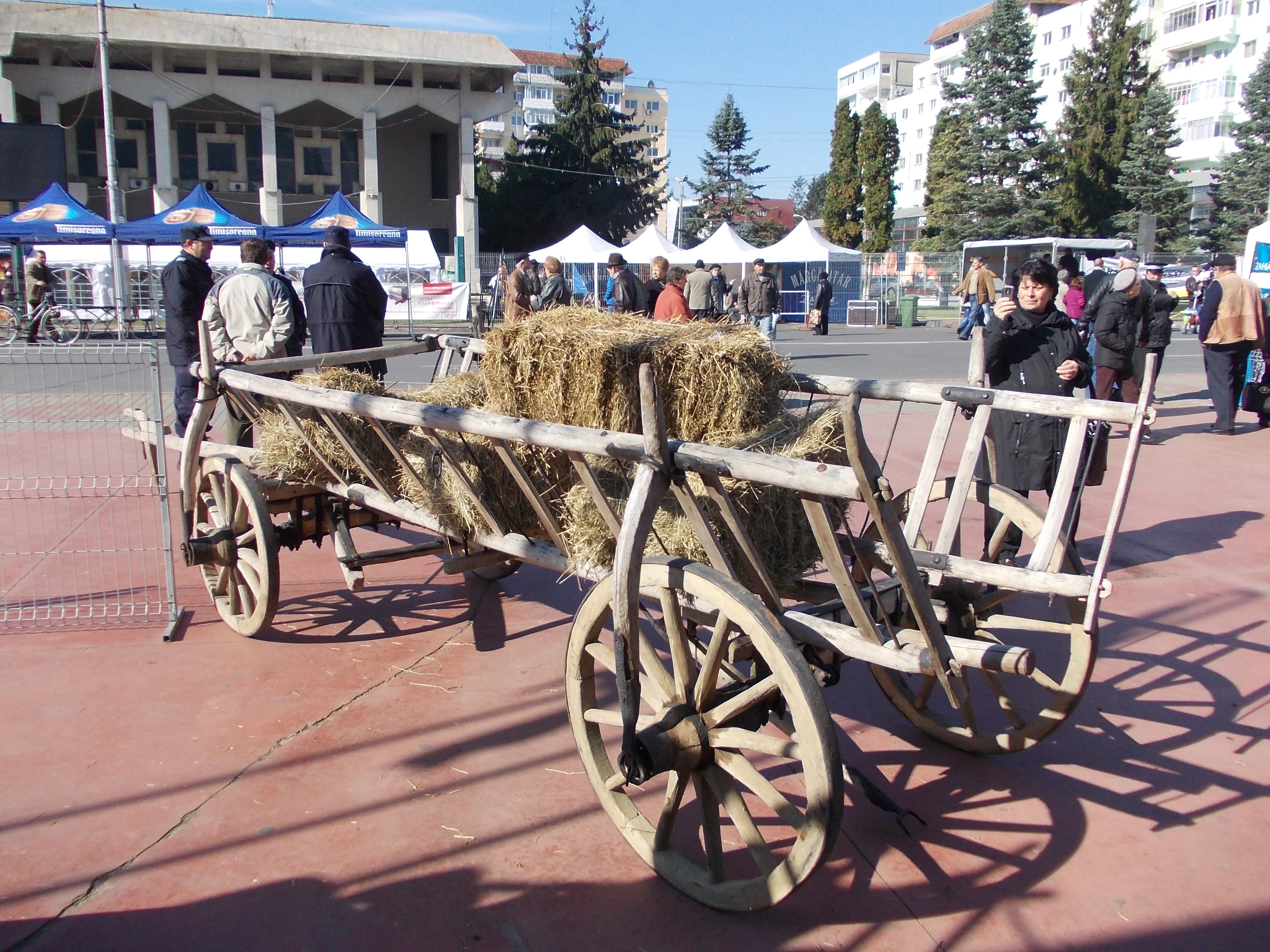
Молдовський віз-каруца

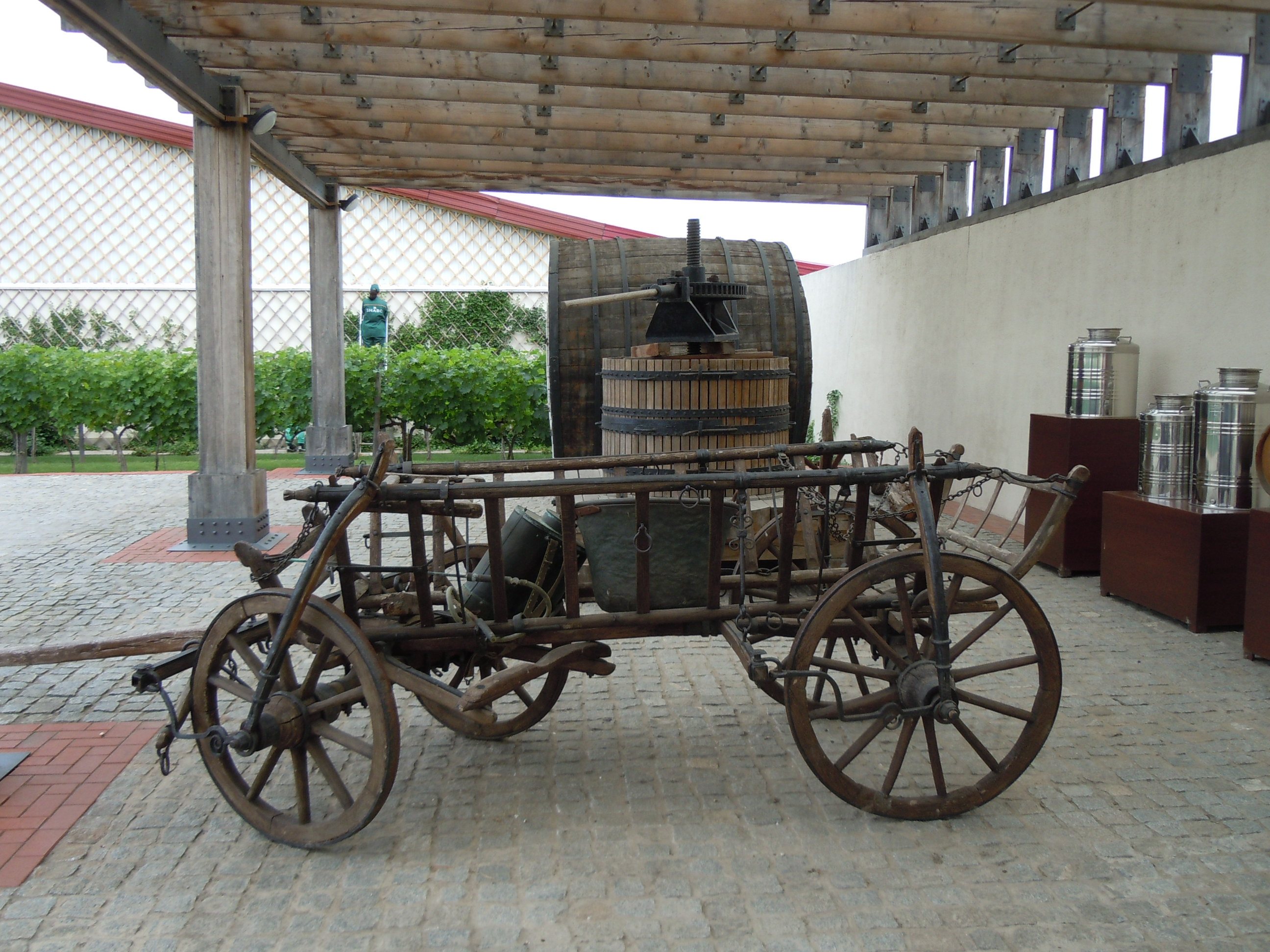
Візок швейцарських колоністів. Центр культури вина в Шабо

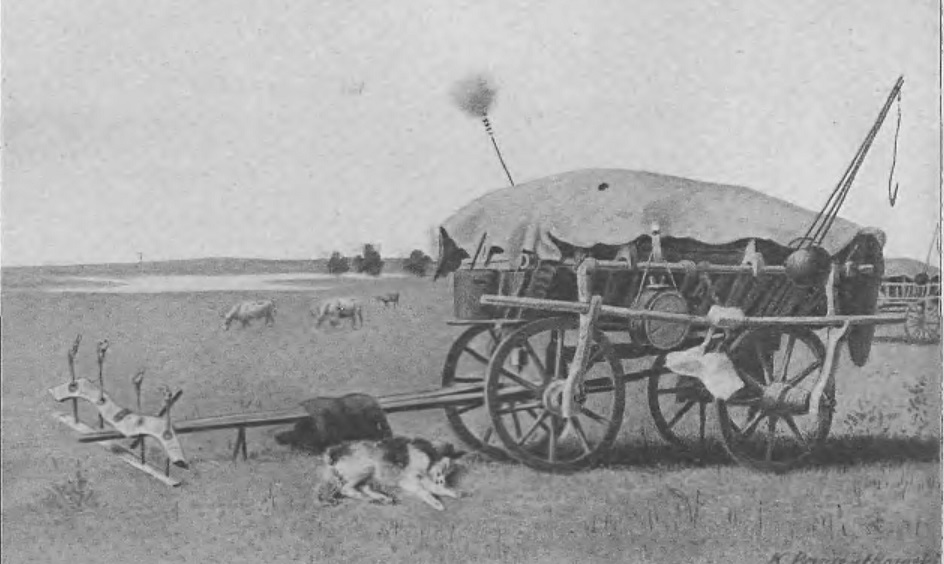
Чумацький віз-мажа

Віз — засіб пересування на чотирьох колесах з кінною або воловою тягою здебільшого для перевезення вантажів.

## Назва
Слово віз має загальнослов'янське походження (прасл. *vozъ), існують також інші назви: підво́да, хві́ра, фі́ра, ху́ра (від пол. fura, їд. פור, нім. Fuhre); телі́га (д.-рус. телѣга зі ст.-монг. tälägän); пово́зка, повіз, ко́ла; заст. бри́ка. Вози для перевезення снопів у деяких місцевостях називалися літерними возами або літерняка́ми (від нім. Leiterwagen — «драбинчастий віз»).

## В Україні
В Україні за розміром розрізняють «воловий» або «кінський» вози. На Лівобережжі найтиповіший віз був невеликого розміру, правобережні «хури» й «фурманки» були довші й глибші.
Існують драбинясті, збіжжеві вози — «гарби» та «літерняки». Чумацькі вози, відомі як мажі, перевелися ще на початку 20 ст. Тип упряжі розрізнявся на Лівобережжі і Правобережжі. Всі кінські вози Лівобережної України мають голоблі й дугу, дишловий запряг використовувався тільки з волами. На Правобережній використовували дишлі і для кінських возів, замість хомута застосовували шорку. При воловому запрягу вживали, за винятком півночі, тільки зашийні ярма.
На возах для захисту людей і вантажів могли встановлювати тенти з шкір, тканини. Криті вози називались халабудами (так називали й невеликі бідні хатини), будами, будками. Криті повозки кочових народів (половців, монголів, циган) прийнято називати кибитками.
За свідченням Хв. Вовка, вози Правобережжя були довші й глибші за полтавські, а на Волині (особливо на півночі) вози були дуже вузькими через використовування їх на лісових дорогах.
Для стоянки возів будували спеціальні приміщення — возівні, окрім того, вози могли ставити і в коморах, навісах біля стін будинків.

### Будова

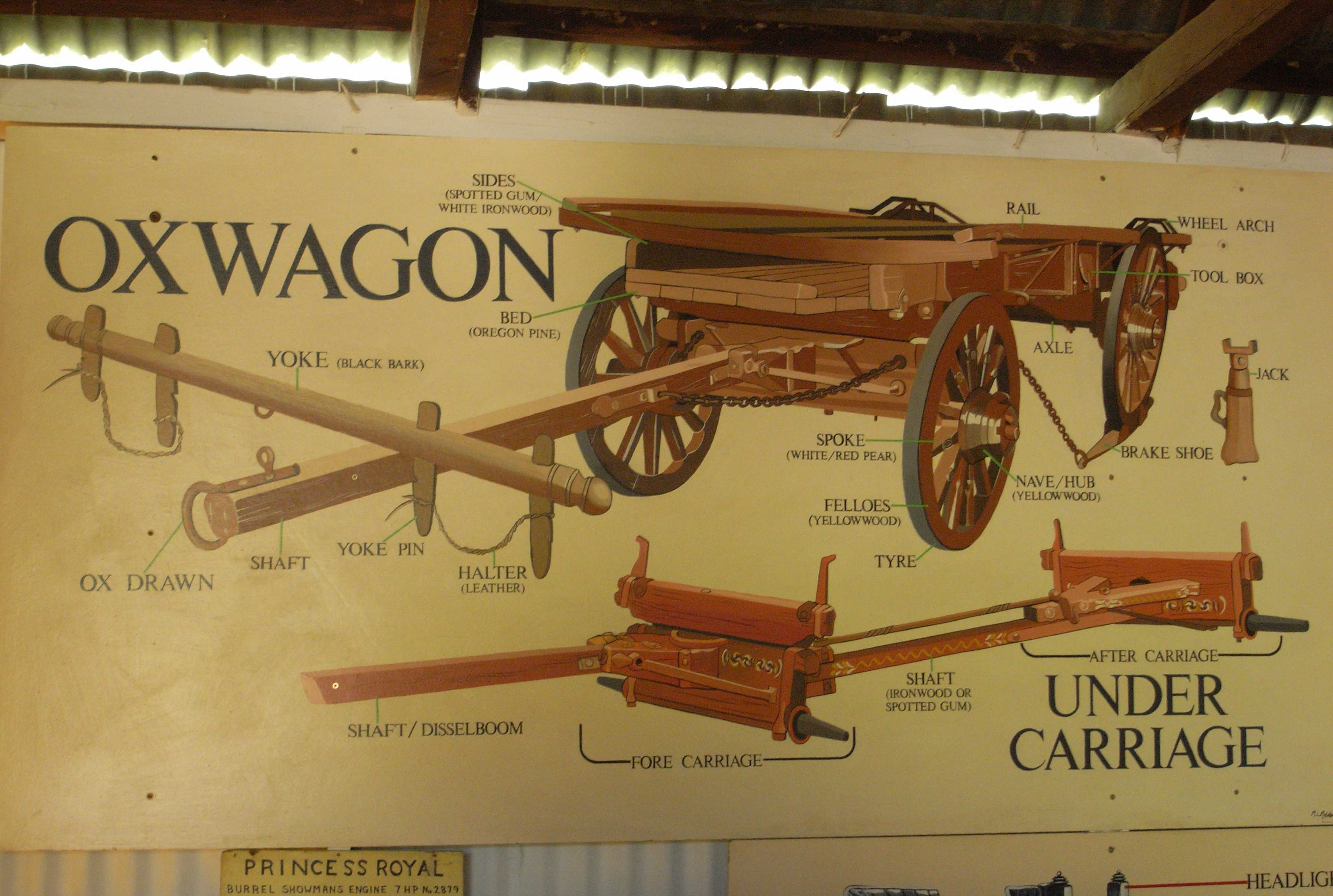
Будова воза для волового запрягу. Унизу показана конструкція снасті: два насади з ручицями, з'єднані підтокою. Угорі — віз з ящиком і колесами, війя з ярмом (кріплення війя до осі як у дишля для кінного запрягу). Показано принцип дії гальма («башмак» на ланцюгу під заднім колесом), праворуч — дерев'яний домкрат

При всій різнорідності форм українського воза, його будова однакова так само, як і назви складових частин. Основні вузли конструкції воза такі: снасть, ящик, шворінь (швірень), колеса, голоблі чи дишель (при кінському запрягу) або війя (при воловому запрягу ярмом).
- Снасть, хід[9] чи оса́да[10] — ходова частина воза, аналог шасі сучасних транспортних засобів. До її складу входили такі елементи: дві осі; два насади — осьові подушки (аналог мостів автомобіля); дві підтоки — поздовжні бруси, що з'єднували насади; підгерсть (або підгестер) — поздовжній брус, що з'єднував задній насад з шворнем; люшні — чотири вертикальні бруски, що надівалися на осі поверх коліс і підтримували ящик; ручиці — чотири вертикальні бруски, що вставлялися в насади і з'єднувалися з люшнями за допомогою налюшників. Підтоки вставлялися в отвори заднього насаду і фіксувалися ззаду притичками — дерев'яними чеками, попереду сходилися разом і з'єднувалися шворнем, що проходив крізь отвори на їх кінцях. Підгерсть переднім кінцем кріпилася до шворня під віссю, задній її кінець кріпився до заднього насаду аналогічно підтокам. В осях виділяли такі частини: середина і рукави, що виступали за маточини коліс. Нижні частини рукавів захищали підісками — металевими пластинками, прибитими ухналями. Задню вісь жорстко кріпили до насаду тиблями — дерев'яними цвяхами. Посередині передньої осі робили отвір для шворня, на якому вона мала обертатися. На осях встановлювали завіски — поперечні металеві бруски, потім надівали колеса, далі люшні і фіксували все загвіздками чи заколесниками — дерев'яними або металевими чеками[11].
- Ящик — кузов воза. Включав такі елементи (у драбинчастого воза): два полудрабки (або драбки, драбини) — ґратчасті боковини; три підлеги — поперечні бруски, що з'єднують полудрабки знизу; дошка (помістниця)[12] — широка поздовжня дошка, що лежить на підлегах; дві крижівниці — поперечні бруски, що з'єднували полудрабки зверху. Полудрабки мали вигляд драбини, кожен з них складався з двох поздовжніх брусків, з'єднаних щаблями чи снозами — вертикальними поперечинами. Кінці верхніх брусків (бил) вставлялися в отвори на кінцях крижівниць і фіксувалися спереду загвіздками. Передня частина ящика називалася передком, задня — задком, торцеві стінки звали кругами. Кріпили ящик до снасті або ручицями — вертикальними кілками на насадах, або люшнями — вигнутими вертикальними брусками зовні коліс, або обома видами кріплень. Для з'єднання люшень з полудрабками використовувалися налюшники — кільця з лози. Ящик могли обшивати рогожею («лубом»)[13][14]. Окрім драбинчастих («драбиняків») були вози і з суцільним дощатим кузовом. Існували вози без кузовів — дроги[15] чи биндюги. Вони призначалися для перевезення великих вантажів. Вози з ящиком для перевезення землі називались грабарками[16].
- Шворінь («швірень») — вертикальний стрижень, який уможливлював обертання передньої осі в горизонтальній площині, що було важливим при поворотах воза. Проходив через передню вісь, передні кінці підток, передній насад і дошку ящика.
- Колеса — віз мав чотири дерев'яних колеса з гнутими ободами.
- Голоблі — парні жердини, що використовувалися при запрягу кіньми.
- Дишель — жердина, що використовувалась у парокінному запрягу.
- Війя́ — дишель ярмового запрягу. Мало вигляд товстої жердини з розвилиною, кінці якої кріпилися до передньої осі. Для запобігання розщепленню в місці розгалуження була каблучка — дерев'яне, металеве або мотузяне кільце. Друга каблучка кріпилася на ярмі, через нього проходив передній кінець війя, в отвір якого для фіксації вставлялася притика — дерев'яна чека (замість отвору з чекою пізніше використовували залізний шворінь).

До допоміжного обладнання належали підойма (підставка під дишель чи війя на стоянці з випряженими тваринами), вагови́й дрюк з важни́цею (жердина з підставкою, що заміняли домкрат при змащуванні коліс), мазни́ця (цеберко з коломаззю), гальмо (гальма) (дерев'яний чи металевий башмак на мотузці, який надівали на колесо при їзді під гору).
Для виготовлення воза використовували деревину таких порід: ясен — для полудрабків, щаблів, осі, віїв, ободів, спиць; в'яз — для підток; сосну — для нижньої дошки; липу — для насадів. Полудрабки, війя і люшні часто прикрашали різьбленням.
Вози ділилися на три категорії: великі, середні й малі, їхня вантажність була в межах 60-120 пудів (980—2 000 кг). Сам віз важив 22-30 пудів (360—500 кг).
Майстрів, що займалися виготовленням возів, називали стельмахами. Господарі могли робити вози самотужки, купуючи в стельмахів тільки окремі частини. Роботи виконували взимку, на побудову одного воза йшло до двох тижнів.

### Термінологія

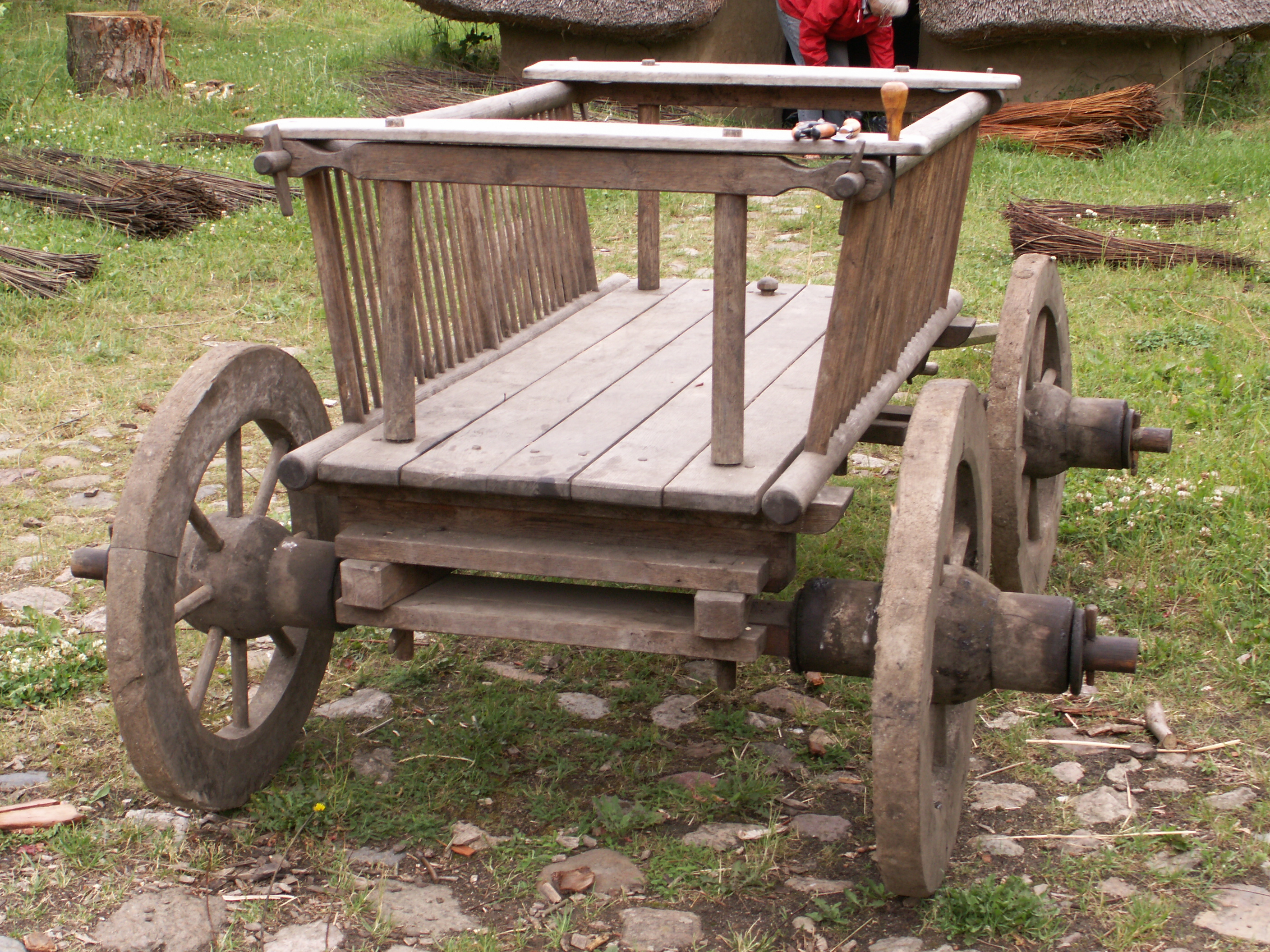
Віз у Данії. Видно загвіздки на кінцях осей і брусків полудрабків

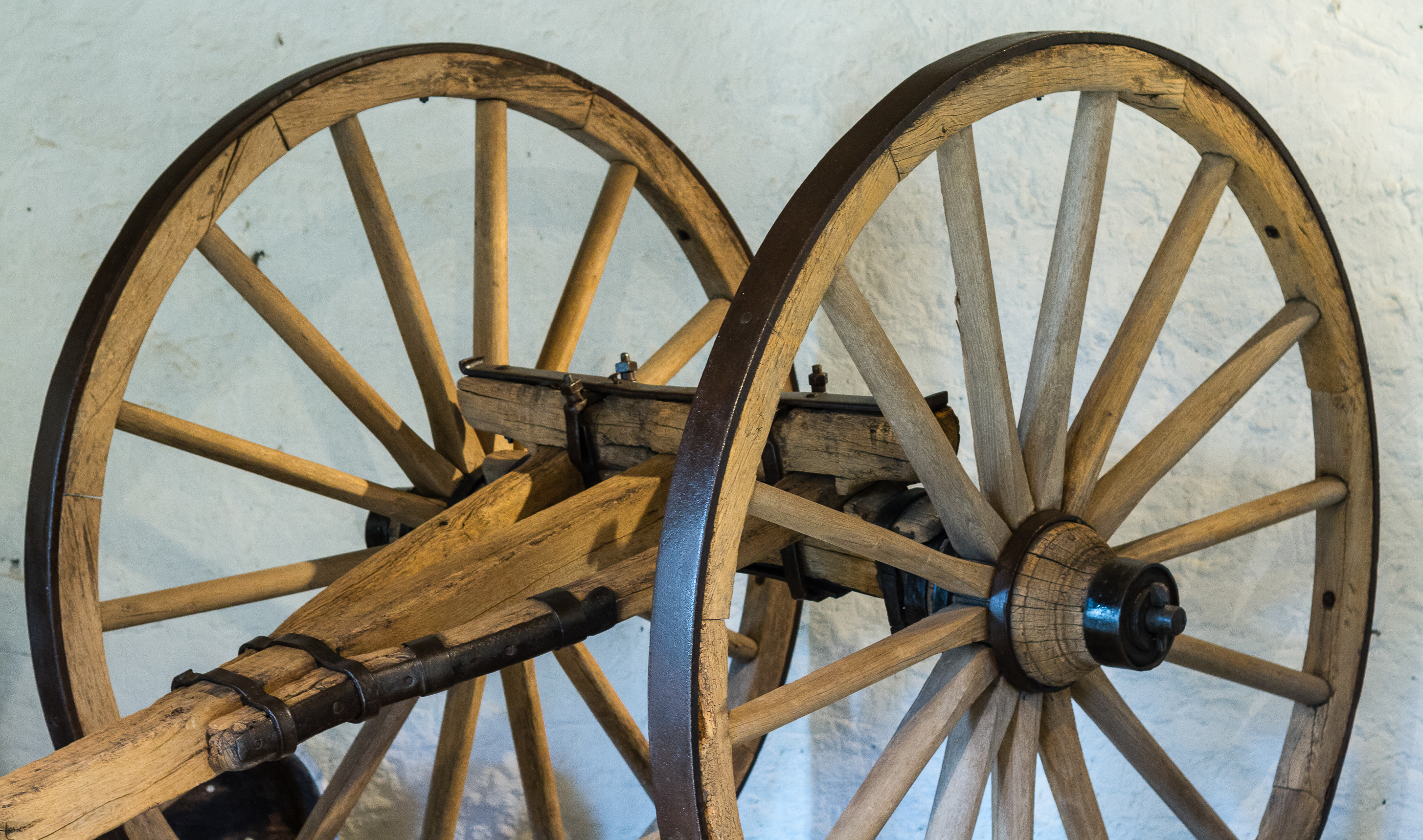
Кріплення дишля між сницями до передньої осі передка для перевезення колод

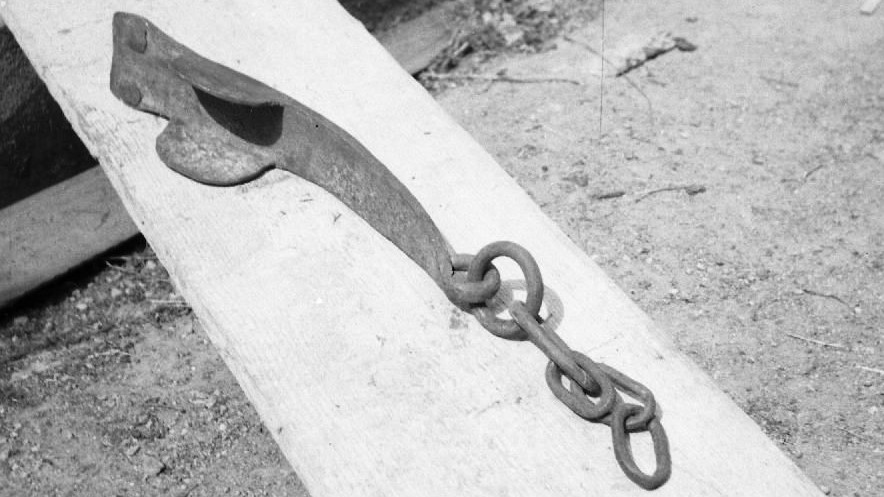
Гальмовий «башмак» воза

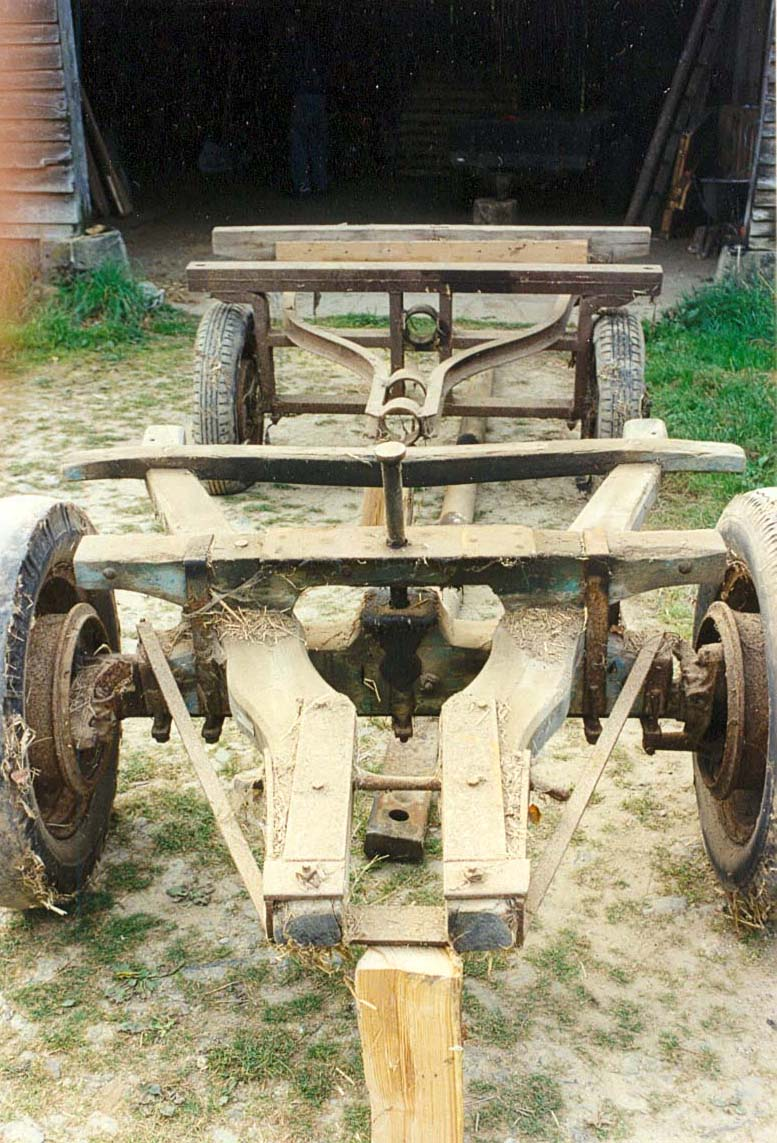
Снасть воза без ящика, з гумовими шинами на залізних ободах. Видно дві масивні сниці на передньому насаді, шворінь, дві підтоки

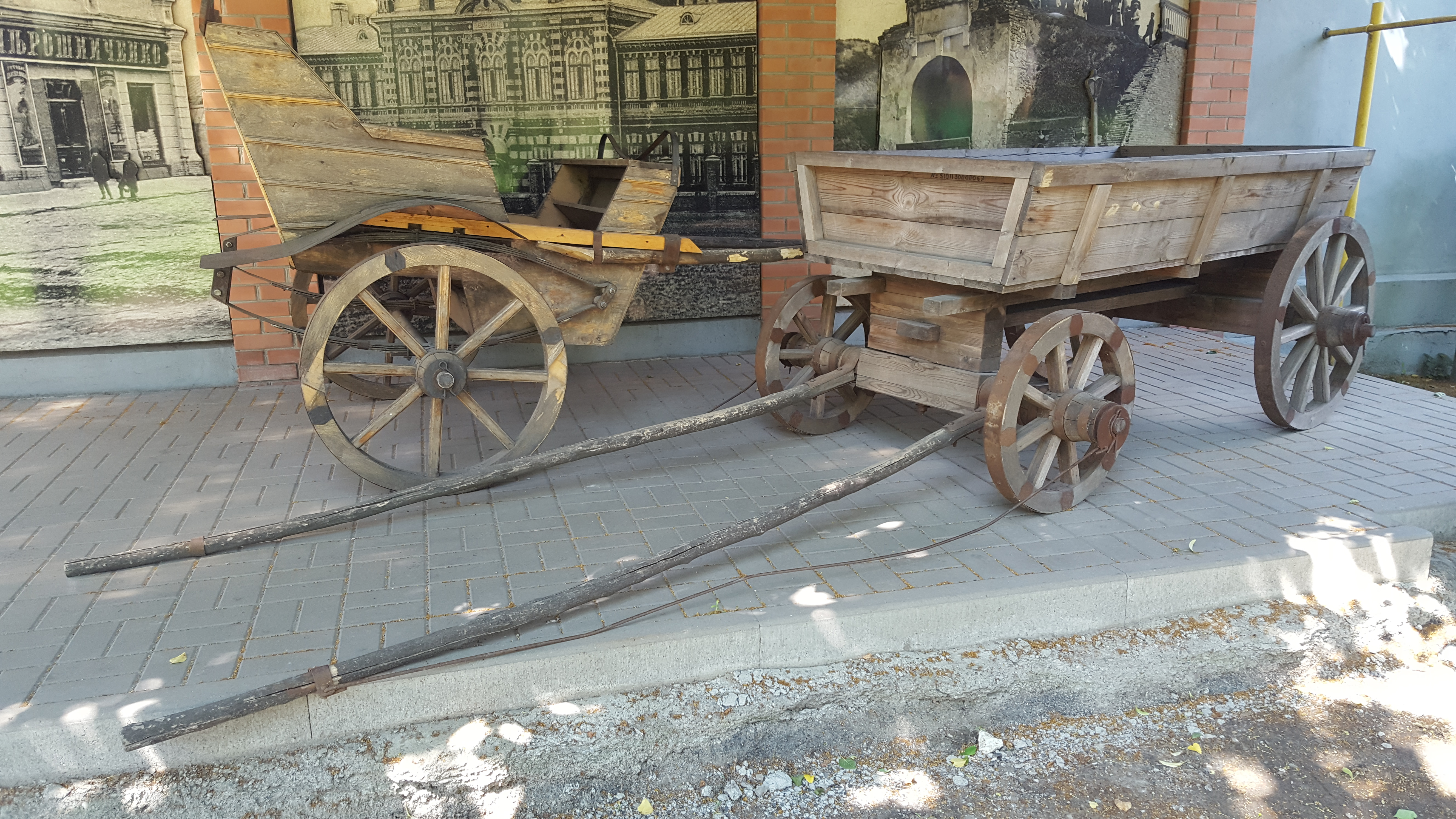
Віз з голоблями

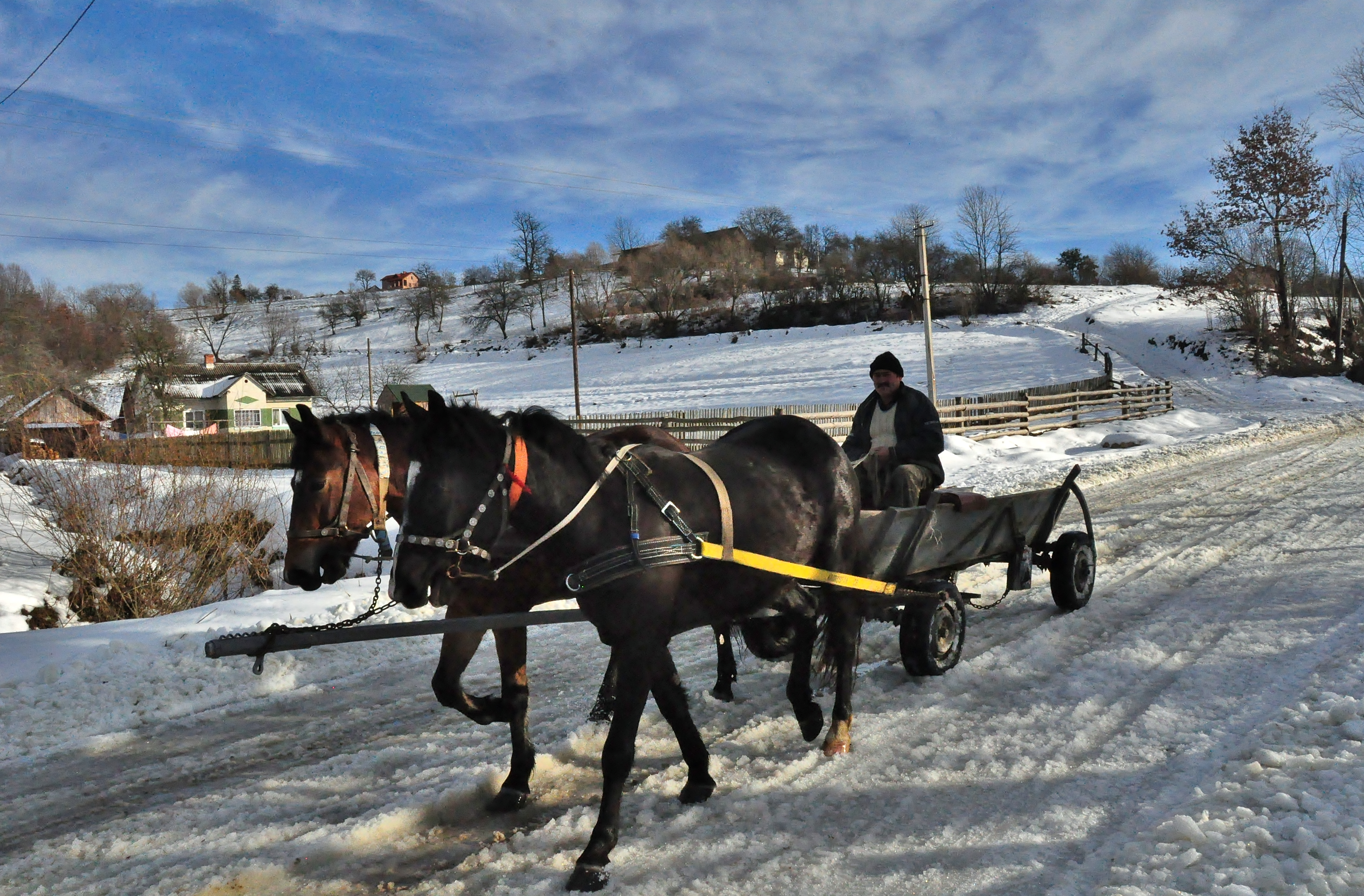
Запряг шоркою замість хомута. Львівська область

- Брусок — поздовжній брус у полудрабку кузова-ящика. Верхні бруски також називали «билами»[18].
- Війя́, війє́ — жердина у воловому запрягу, що з'єднує передню вісь з ярмом. Має вигляд розвилки, розгалужені кінці якої мають отвори, у які вставляють рукави осі.
- Вісь — елемент снасті, мала чотиригранний переріз із закругленими кінцями, кріпилася знизу насадів, на кінці її насаджувалися колеса. Для зменшення тертя між маточинами і віссю тертьові поверхні змащували коломаззю, яка зберігалася в спеціальному цеберку-мазниці.
- В'язо́к — кожний з двох загнутих у кільця на кінцях прутів, якими з'єднувалися полудрабки[19]. Пізніше замінені крижівницями з чеками-загвіздками.
- Гальмо — пристрій для зупинки воза при їзді під гору. Має вигляд металевого башмака, пластини із загнутими вверх краями, і прив'язувається до кінця довгого мотузка. Коли треба загальмувати, башмак надівають на обід заднього колеса; повертаючись, колесо притискує його до землі і зупиняє своє обертання.
- Голобля, розм. оглобля — парна жердина, що з'єднує передню вісь з хомутом. Голоблі кріплять на осі ближче до коліс.
- Ди́шель, ди́шло — одинарна жердина, що з'єднує передню вісь з упряжною твариною. У кінському запрягу дишель зазвичай кріпиться заднім кінцем на передньому насаді між сницями, переднім — до хомута. Дишель волового запрягу називається війя.
- Заві́сок — вертикальний металевий стрижень-обмежник на осі. Фіксує колесо зсередини, захищає насад від тертя колесом.
- Загвіздок, заколе́сник — дерев'яна або металева чека, що фіксує колеса на осі ззовні (також загвіздками називали кілочки, що фіксують бруски полудрабка в крижівницях)[20][21].
- Каблу́чка — металеве чи дерев'яне кільце, яке запобігає розщепленню війя в місці його розгалуження, а також кільце на ярмі на нанизування переднього кінця війя; кільце для з'єднання підток з підгерстю[22].
- Коловорі́т, коловоро́т — верхня частина переднього насаду, що повертається на шворні, і до якої між сницями кріпиться окоренок дишля[23][24]. Повертаючи дишель з коловоротом, коні повертають віз у потрібний бік.
- Крижівни́ця — поперечний брус, що з'єднує полудрабки зверху[25]. Замість них могли використовуватися в'язки.
- Круг — передня і задня стінка кузова
- Люшня́ (від сер.-в.-нім. liuhse через пол. luśnia, lisznia, lucznia)[26] — брусок, як правило вигнутий, що надівається на рукави осей разом з колесами і підтримує кузов з боків. На чумацьких возах люшні мали розвилки, на які укладали поздовжню жердину. Деякі види возів замість люшень мають ручиці.
- Налю́шник — дерев'яне (лозове) кільце, що з'єднувало люшню з полудрабком (у разі наявності ручиці — також і з нею).
- Наса́д, оплінь, оплін — масивна дерев'яна деталь, до якої кріпиться вісь і на якій встановлюється кузов[27][28], аналог автомобільного моста. Передній насад часто складається з двох частин: нижньої, чи надвісника та верхньої, чи коловорота[23] (склиза), між якими поміщаються сниці.
- Підге́рсть, підге́рстя, підге́йстер (від пол. podgierty) — нижній поздовжній брус, що проходив від шворня до заднього насаду[29]. Захищає шворінь від поломки.
- Піді́сок — металева накладка на нижніх боках кінців осей[30].
- Підто́ка (часто в множині — підтоки) — поздовжній брус, що з'єднував насади[31][32]. Підтока мала вигляд масивної вилки: окоренок її кріпився на передньому насаді і простромлявся шворнем, кінці розвилини — в отворах заднього насаду. Підтоки є аналогом рами автомобіля.
- Полу́драбок, драбка, драбина — боковий елемент кузова, що мав вигляд драбини[33]. Віз з таким кузовом називався драбчастим (драбинчастим, драбинастим, драбинястим) чи просто драбиняком[34].
- Посторонки — ремені чи мотузки, що передають тягове зусилля від коня до воза. У голобельно-дуговому запрягу замість їх використовують голоблі.
- Прити́ка — дерев'яна чека, що вставляється в отвір на кінці війя і фіксує його в каблучці ярма, або шворінь, що з'єднує війя з ярмом[35].
- Прити́чка — дерев'яна чека, що вставляється в отвори на кінцях підток і підгерсті, фіксуючи їх в отворах заднього насаду.
- Розво́ра, розво́рина[36][37] — довгий брус, що встановлювався на передньому насаді для подовження підтоки. Заміняли звичайні підтоки довшими розворами («розворювали»)[38], тоді, коли було треба було видовжити віз, наприклад, для перевезення довгомірних вантажів. Окрім того, довгі бруси рами мав один з видів пасажирських візків — тарантас.
- Рукав — кінець осі, на який насаджують колесо і люшню, та в отвір якого встромляють загвіздок.
- Ручи́ця — брус, вставлений похило у верхню частину насаду. Між ручицями поміщається кузов[39]. Деякі види возів мають замість ручиць люшні.
- Середина осі — середня частина осі між рукавами. Середина задньої осі кріпиться тибелями до заднього насаду, у середині передньої зроблено отвір для шворня.
- Снасть, оса́да — шасі воза, загальна назва насадів, осей, підток і підгерсті.
- Сниці — парна деталь, що складається з двох брусків, закріплених на передньому насаді. Між сницями рухомо укріпляється окоренок дишля. У своїй передній частині сниці з'єднуються між собою скобою, згори якої прикріплений шворінь («півняк»[40], «кочеток») для стельваги.
- Стельвага — поперечний брус у передній частині воза, до якого кріпляться посторонки.
- Хомут — шийна частина кінської упряжі, до якої кріплять посторонки, дишель або голоблі.
- Шворінь, швірень, шкворінь — металевий стрижень, вставлений в отвори передньої осі, переднього насаду, підток і дошки кузова.
- Шорка, нагрудна шлейка — легка упряж, що заміняє хомут.
- Щабе́ль, сніз — вертикальна поперечина в полудрабку.
- Ярмо — пристрій для волового запрягу, рама з брусів, аналог хомута.
- Васа́г[41], ящик[42] — верхня частина воза, кузов, встановлюється на насадах, кріпиться до ручиць або люшень.

## В інших країнах
У Монголії віз має «дерев'яний хід» і вісь, яка крутиться разом із колесами. Колеса не мають шпиць і не покриті залізною шиною, а упряж є накинутою на шию бика вигнутою палицею, прикріпленою ременями до голобель. Вантажність такого воза — від 190 до 240 кг.

## Інше
- Великий Віз — назва сімох найяскравіших зір у сузір'ї Велика Ведмедиця
- Малий Віз — народна назва сузір'я Мала Ведмедиця
- Вагенбург — польове укріплення зі зчеплених між собою возів
- «Вагон-Вілз[en]» (буквально «Возові Колеса») — вид печива, покритого шоколадом

## Прислів'я
- На чийому возі їдеш, того пісню співай
- П'яте колесо до воза — про зайву, непотрібну людину
- Докладати воза — бити, карати
- Зачіпати возом — робити неприємність, ображати
- Та тільки хура й досі там — все залишається без змін (заключний рядок байки Л. І. Глібова «Лебідь, Щука і Рак»)
- Прийшла (прийде) коза до воза — доведеться ще кому-небудь звернутися з проханням до тієї людини, якій колись він відмовив у чомусь або до якої не хотів звертатися з певних причин.

## Галерея

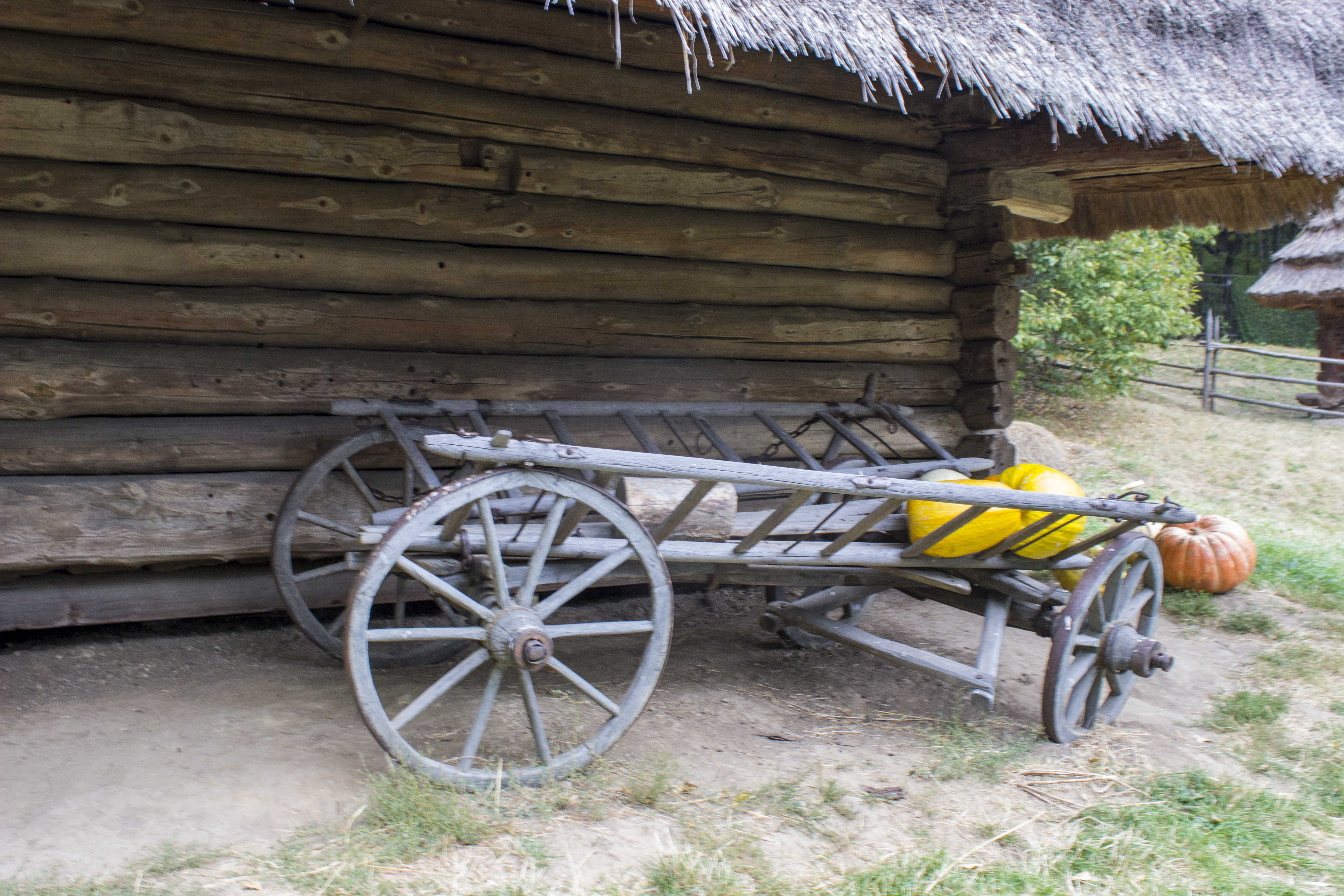
Віз з села Пилипець. Музей у Пирогові
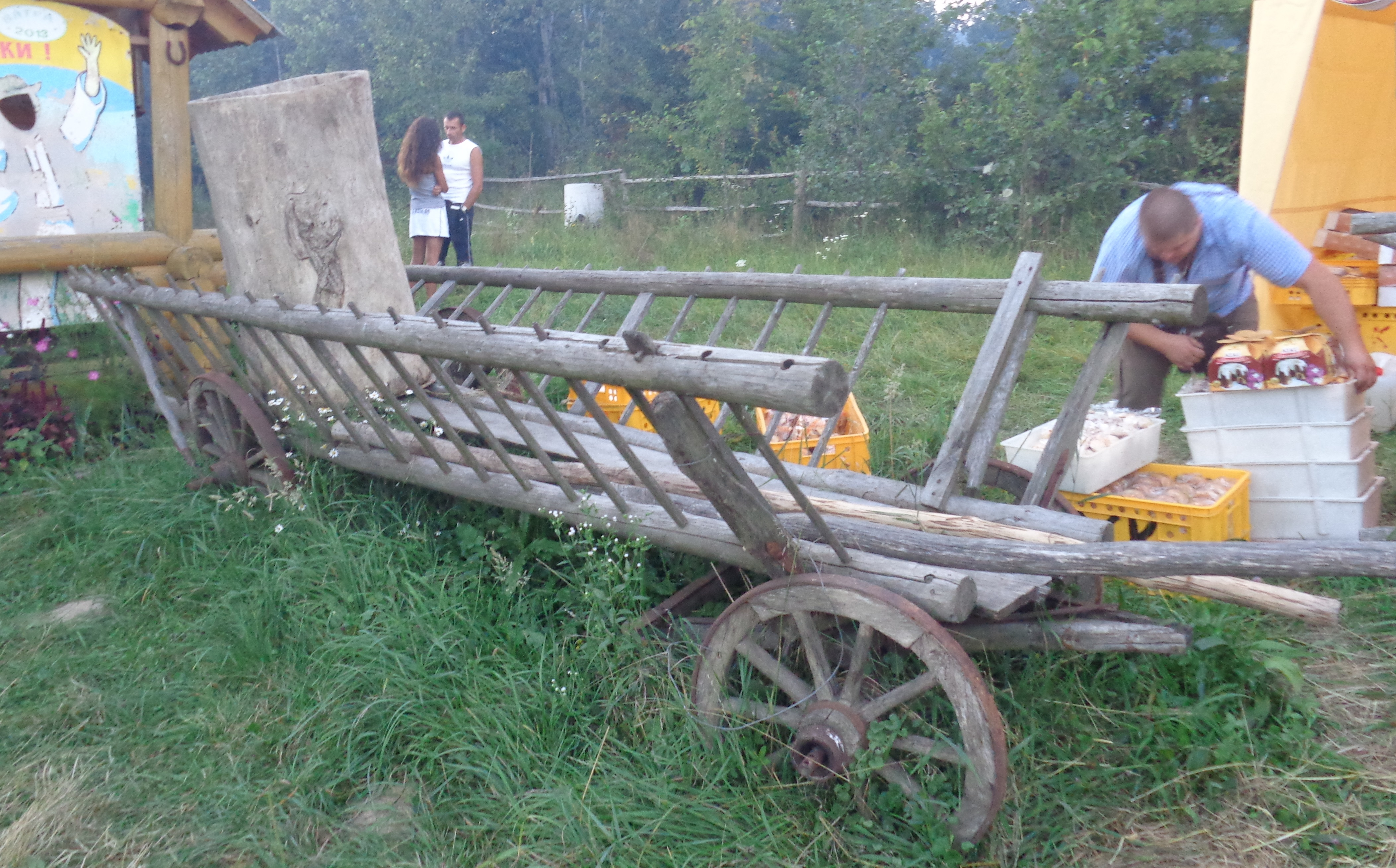
Лемківський віз
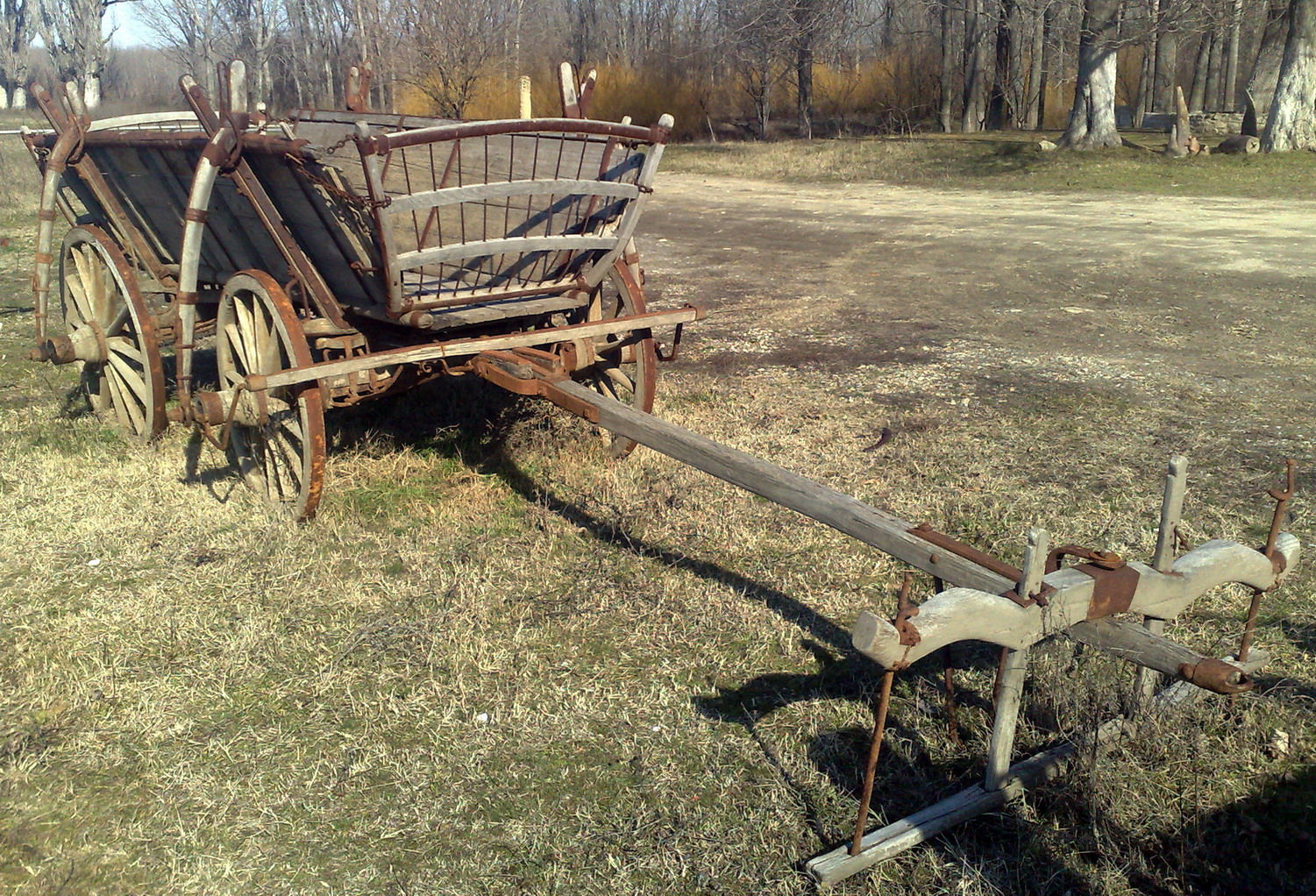
Віз з війям і ярмом. Румунія
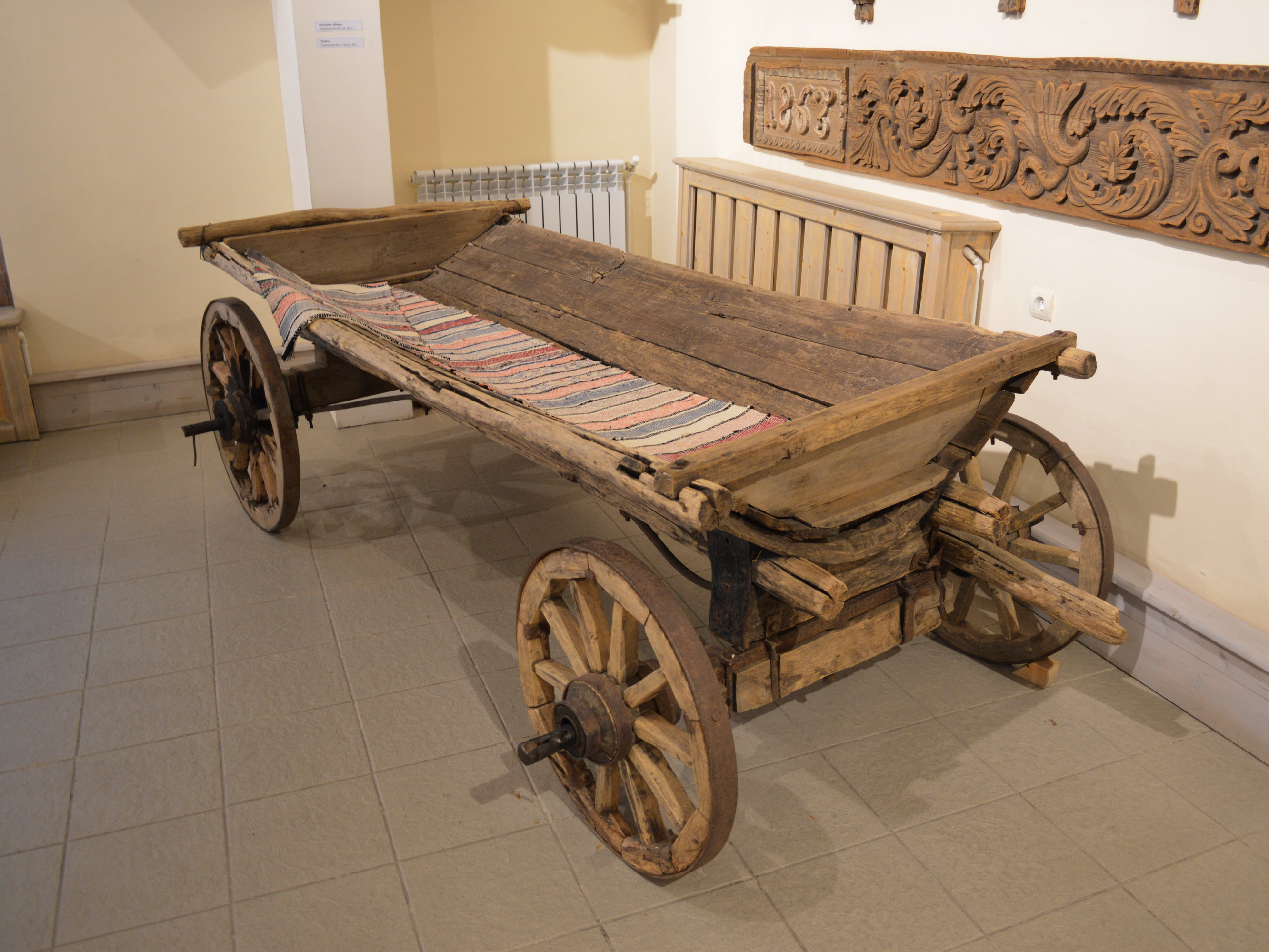
Віз із зібрання Сергієво-Посадського музею-заповіднику
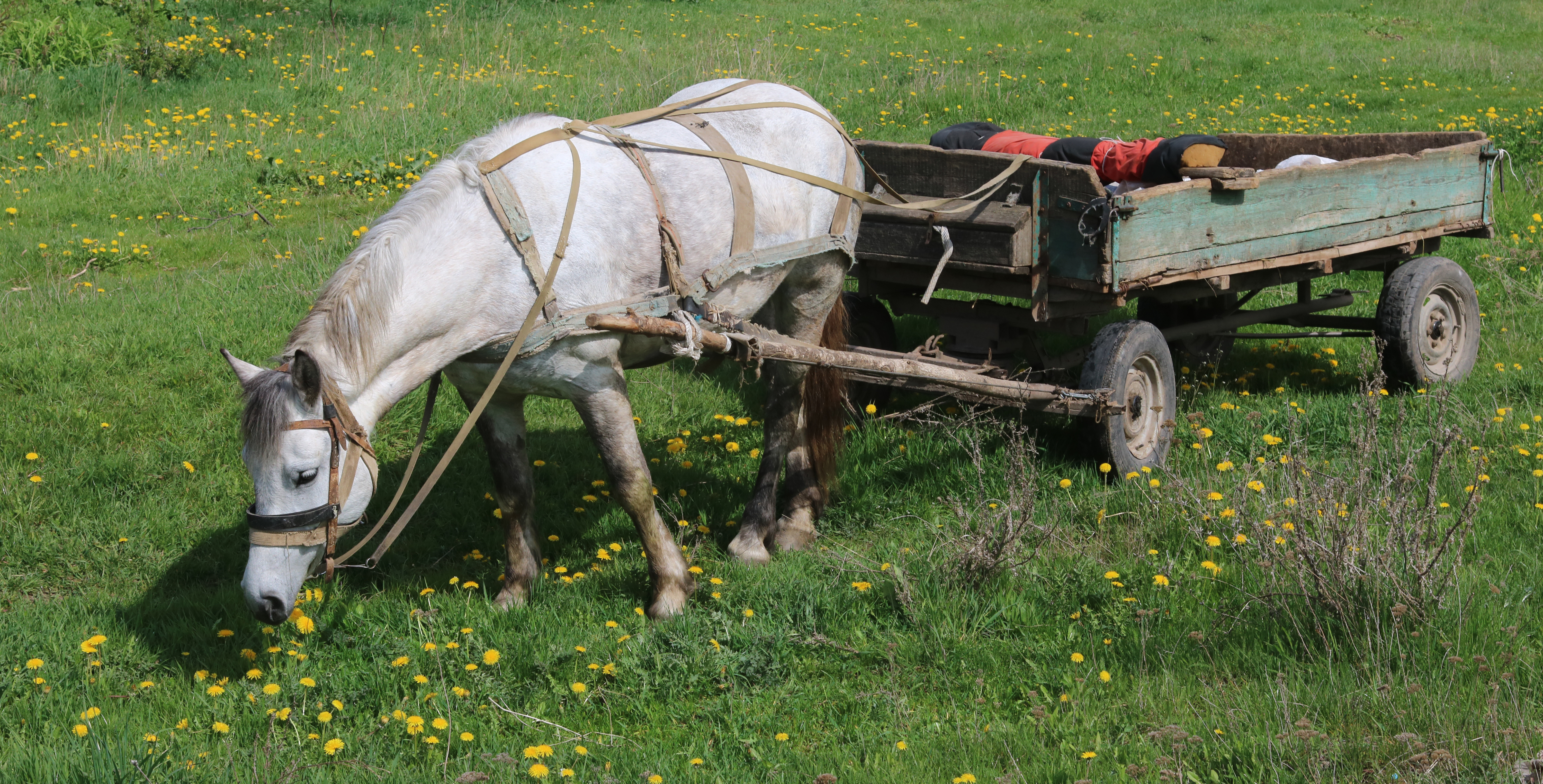
Віз сучасного типу з голобельно-посторонковим запрягом. Село Сосонка Вінницької обл., 2017 р.
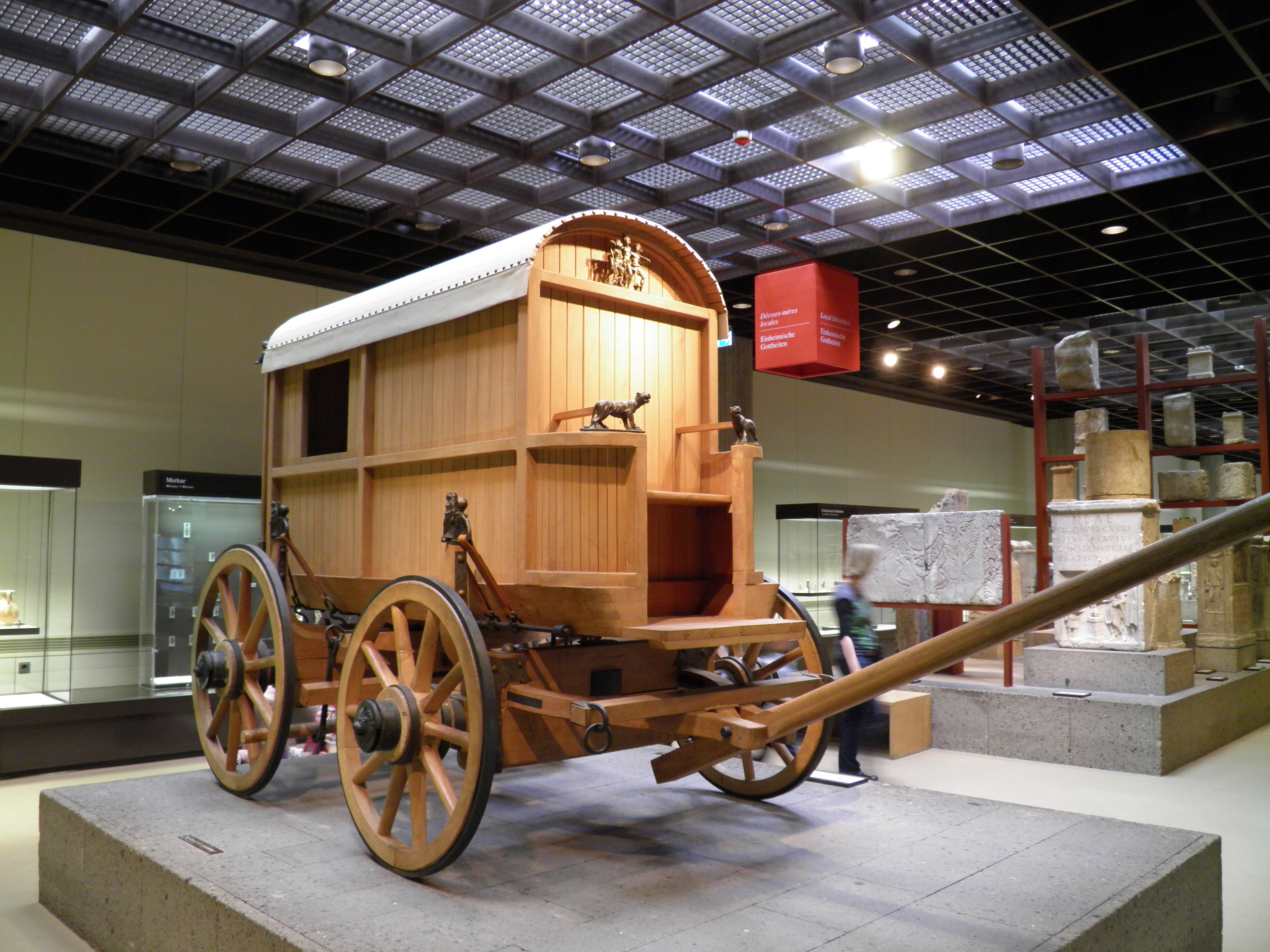
Реконструкція римського критого воза. Музей у Кельні
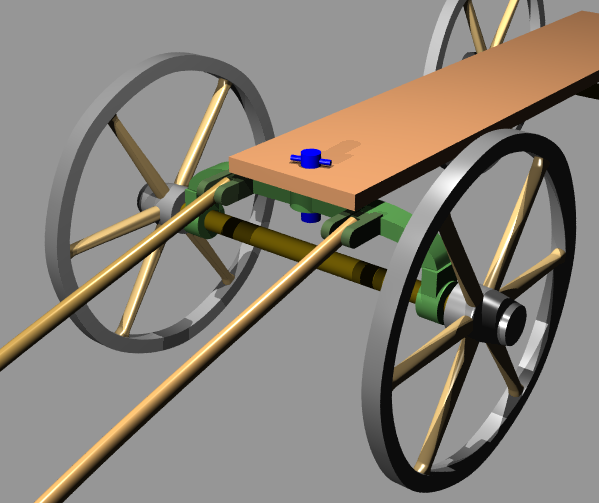
Шворінь на передній осі
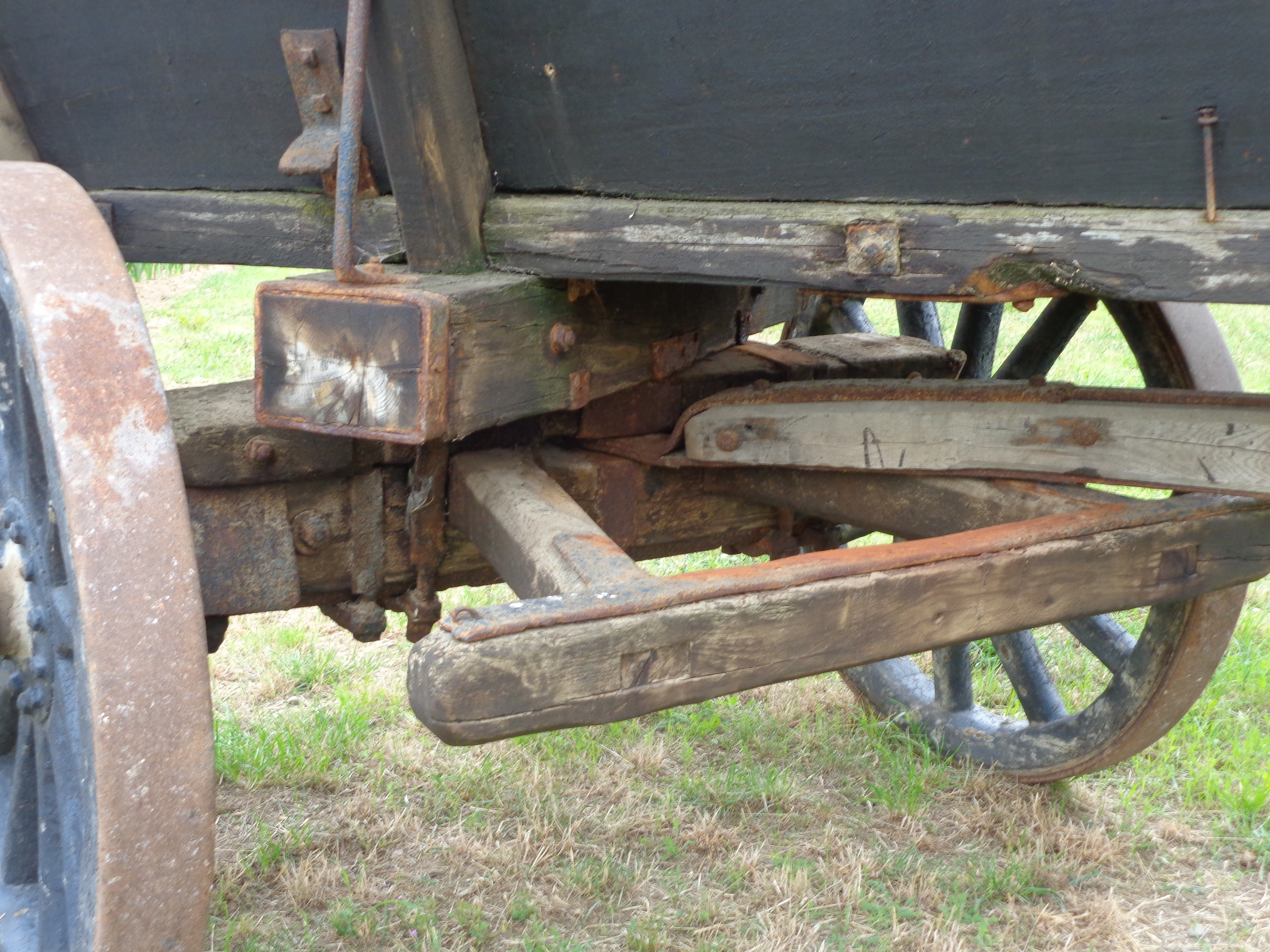
Коловоріт і навісник переднього насаду
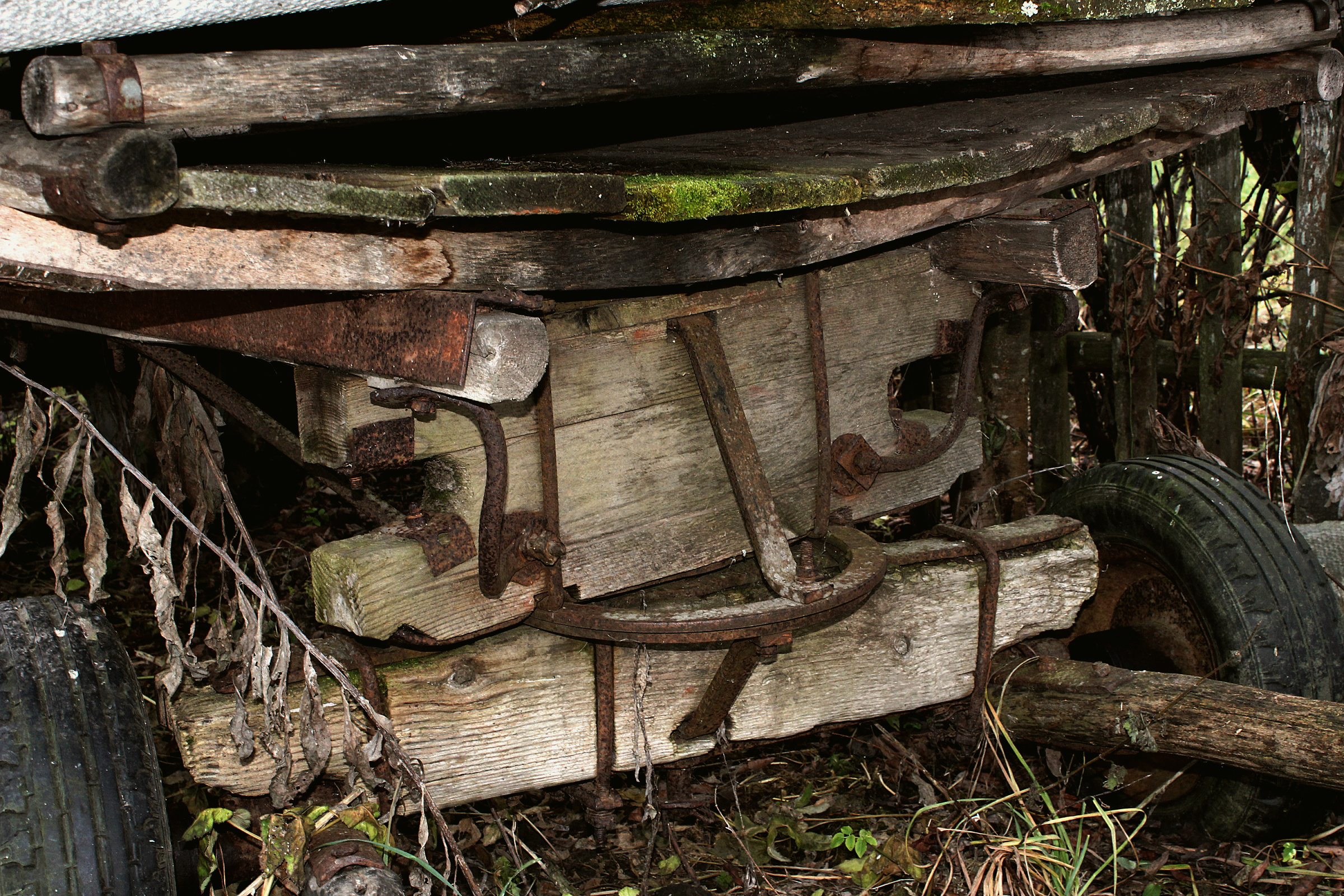
Коловоріт і навісник переднього насаду
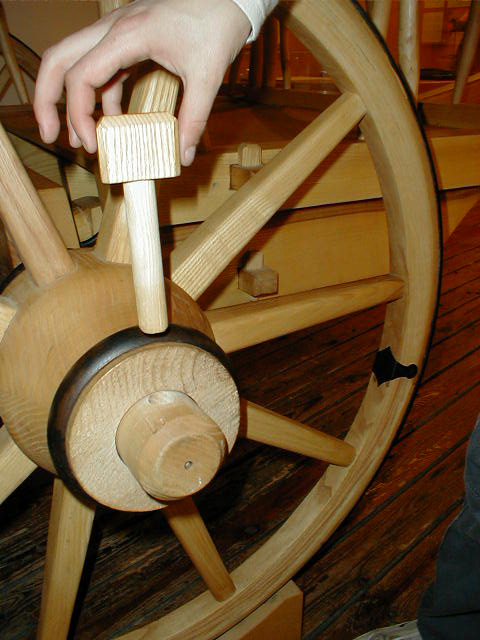
Кріплення колеса дерев'яною чекою-загвіздком
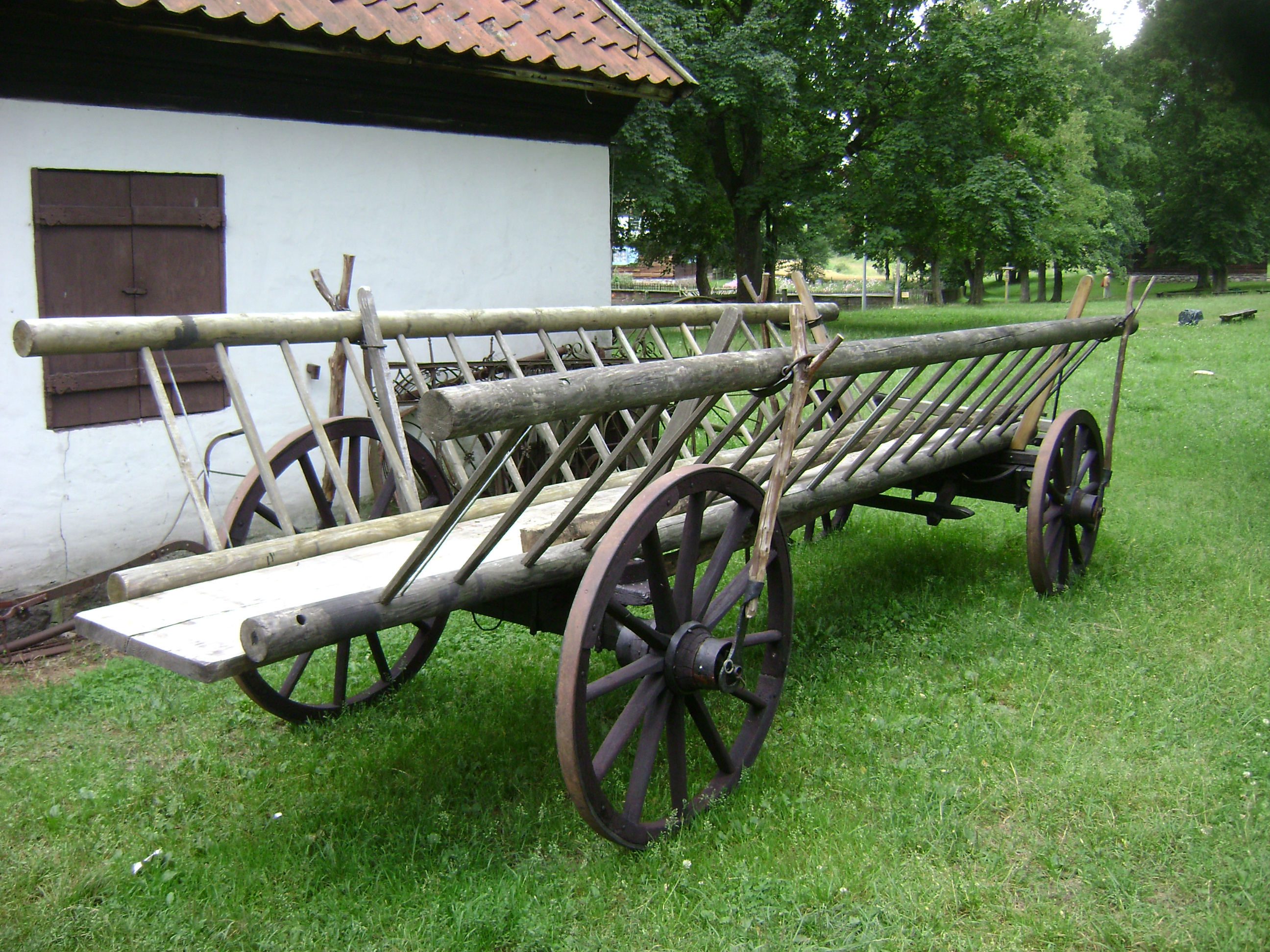
Драбинястий віз з люшнями
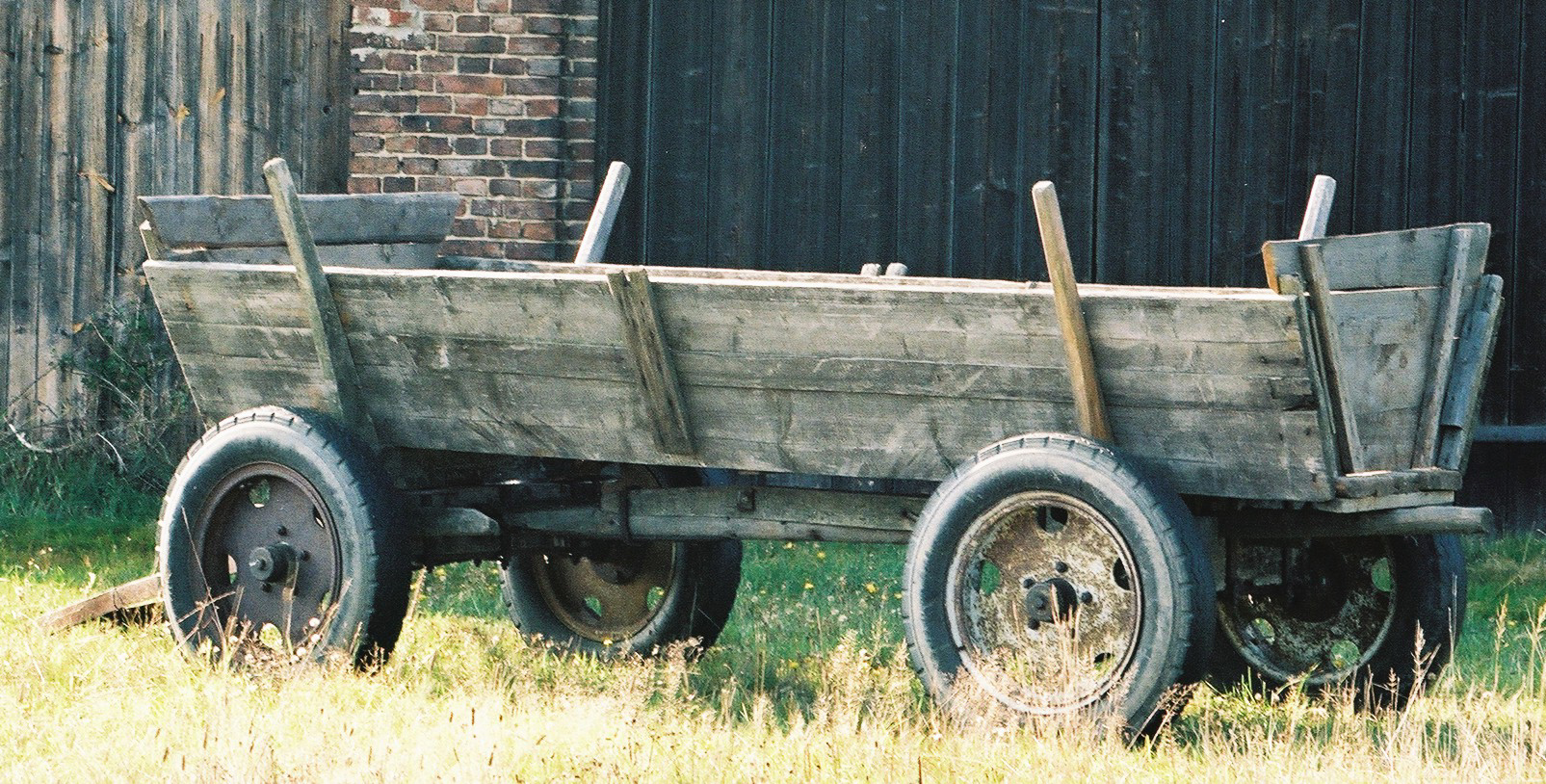
Віз на гумових шинах з ящиком на ручицях
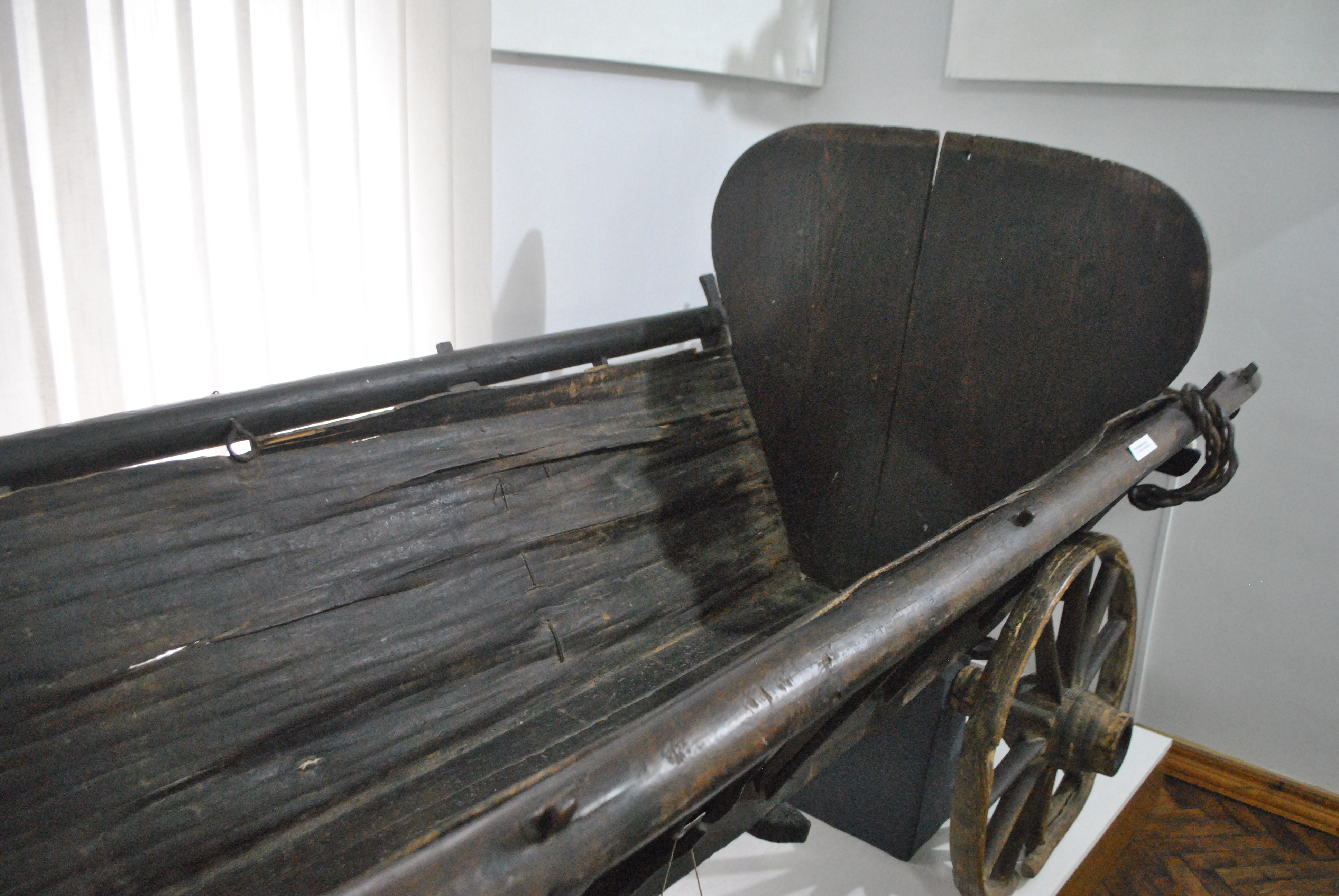
Ящик чумацької мажі XVIII ст.
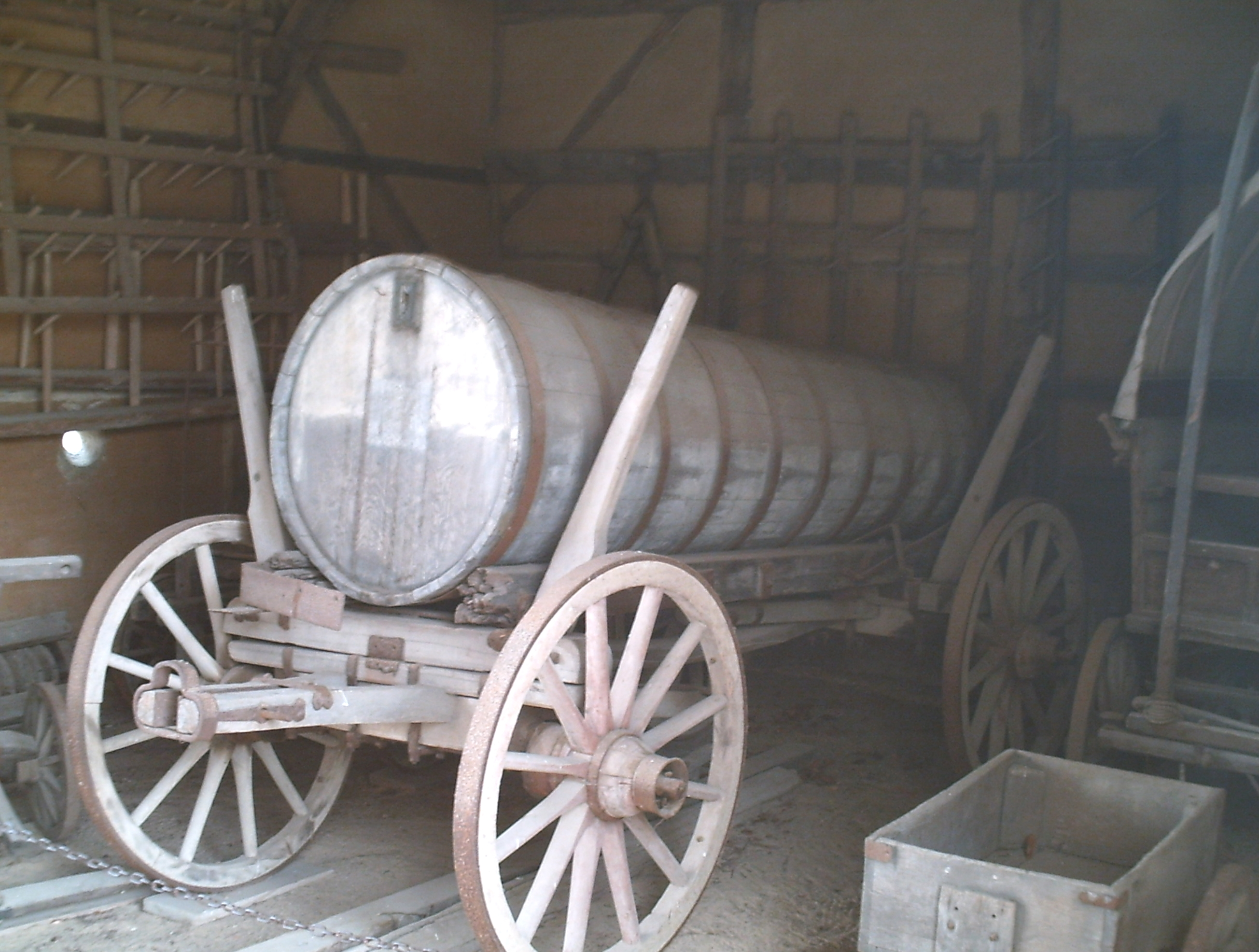
Віз-бочка
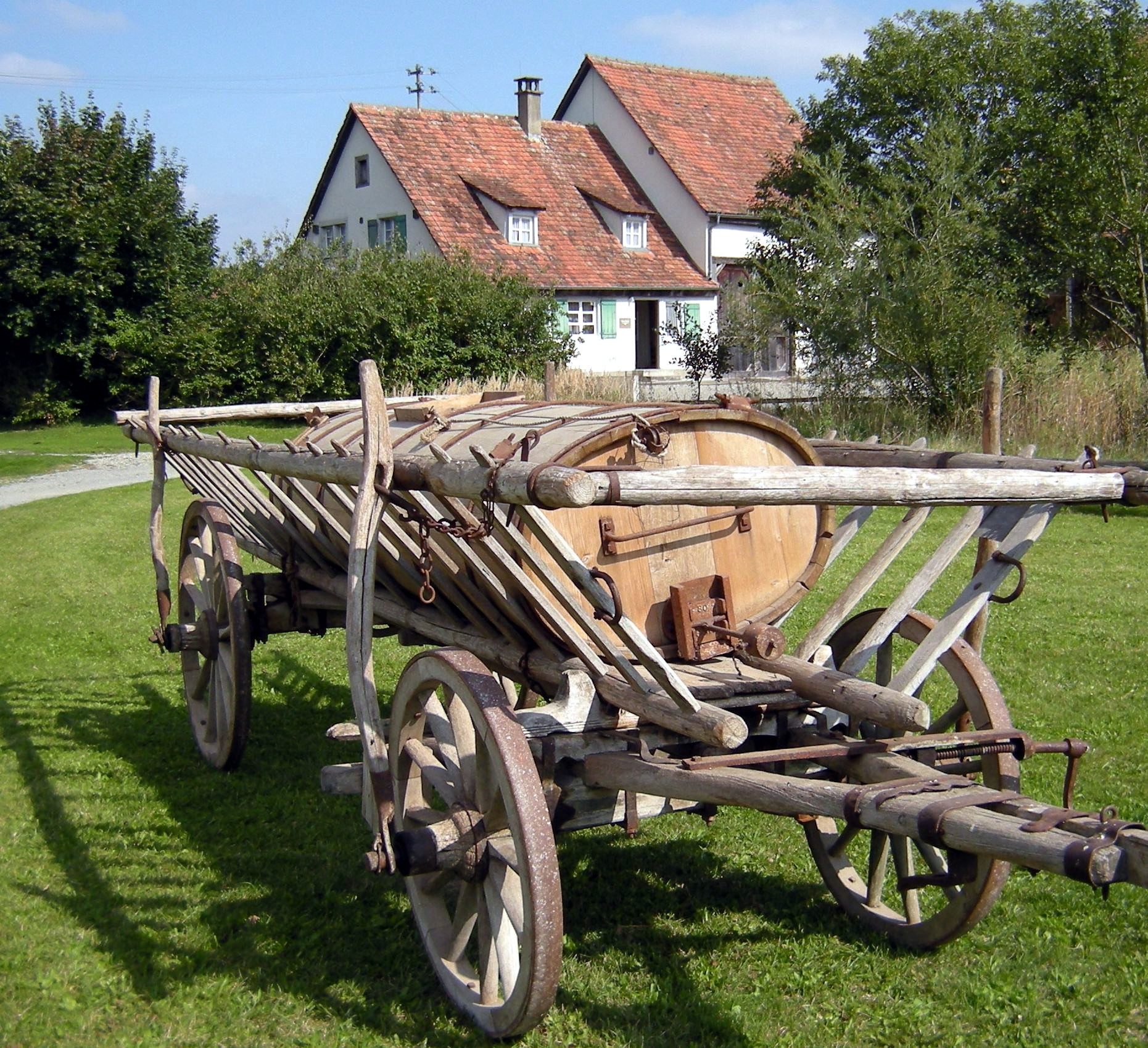
Драбинястий віз з дишлем між сницями
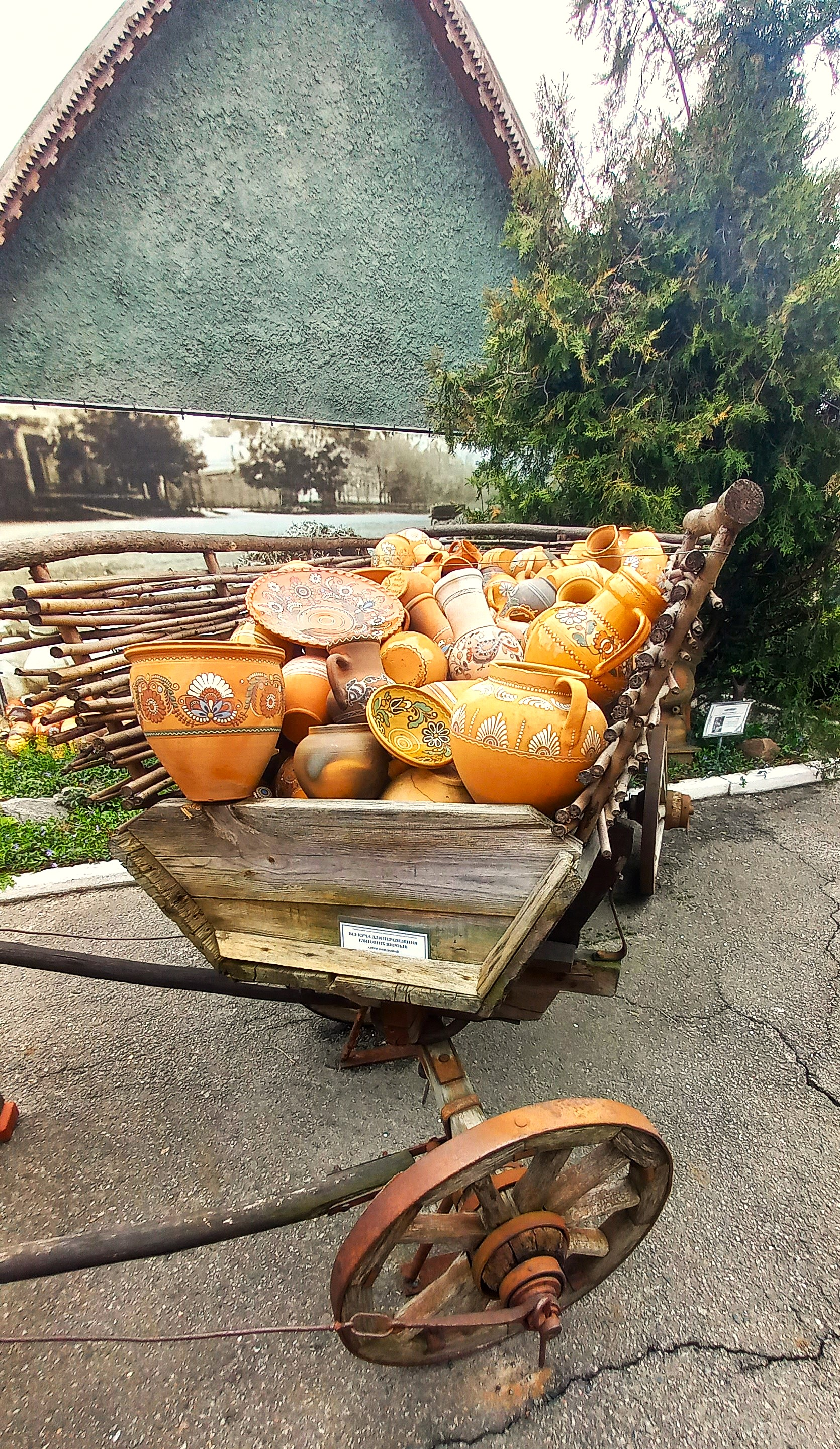
Віз куча для перервезення глиняного посуду